# Baureihe 143
Baureihe 143 (seria na kolejach DR: Baureihe 243) – lokomotywa elektryczna wyprodukowana w latach 1982-1990 dla kolei wschodnioniemieckich do prowadzenia pociągów pasażerskich. Wyprodukowano 645 elektrowozów.

## Historia
Pierwsza lokomotywa elektryczna serii 243 została wyprodukowana w 1982 roku oraz zaprezentowana podczas wiosennych Targów Lipskich w charakterystycznym białym malowaniu. Drugi elektrowóz w bordowym malowaniu wyprodukowano w październiku 1984 roku. Lokomotywy oznakowano jako Baureihe 243. Elektrowozy były eksploatowane do prowadzenia pociągów ekspresowych. Ostatni elektrowóz został wyprodukowany we wrześniu 1990 roku. Później produkowano lokomotywy elektryczne o zwiększonej prędkości maksymalnej. Kilka elektrowozów zachowano jako czynne eksponaty zabytkowe.